# Клепе
Клепе (фр. Cleppé) насеље је и општина у источној Француској у региону Рона-Алпи, у департману Лоара која припада префектури Монбризон.
По подацима из 2011. године у општини је живело 563 становника, а густина насељености је износила 36,37 становника/km². Општина се простире на површини од 15,48 km². Налази се на средњој надморској висини од 350 метара (максималној 394 m, а минималној 323 m).

## Демографија
| 1962. | 1968. | 1975. | 1982. | 1990. | 1999. | 2011. |
| ----- | ----- | ----- | ----- | ----- | ----- | ----- |
| 404   | 456   | 409   | 360   | 404   | 454   | 563   |

График промене броја становника у току последњих година